# Ebersmunster
Ebersmunster es una localidad y comuna francesa, situada en el departamento de Bajo Rin en la región de Alsacia. Tiene una población de 435 habitantes y una densidad de 59 h/km².